# سیارک ۱۶۲۵۹
سیارک ۱۶۲۵۹ (به انگلیسی: 16259 Housinger، نامگذاری:2000JR13) شانزده هزار و دویست و پنجاه و نهمین سیارک کشف شده‌است که در ۶ مه ۲۰۰۰ کشف شد.
قدر مطلق سیارک برابر ۱۷.۰ است.